# Liste der Pfarren im Dekanat St. Johann am Wimberg
Das Dekanat St. Johann am Wimberg ist ein Dekanat der römisch-katholischen Diözese Linz.

## Pfarren mit Kirchengebäuden und Kapellen
Das Dekanat umfasst 9 Pfarren und 2 Pfarrverbände.
| Ort                   | Pfarrverband         | Ink.              | Patrozinium             | Kirchengebäude und Kapellen                                             | Bild                            |
| --------------------- | -------------------- | ----------------- | ----------------------- | ----------------------------------------------------------------------- | ------------------------------- |
| Bad Leonfelden        | Bad Leonfelden       | Wilhering (OCist) | Hl. Bartholomäus        | Stadtpfarrkirche Bad Leonfelden Wallfahrtskirche Maria Schutz am Bründl | Stadtpfarrkirche Bad Leonfelden |
| Helfenberg            | Bad Leonfelden       |                   | Hl. Erhard              | Pfarrkirche Helfenberg Hauskapelle im Schloss Helfenberg                |                                 |
| Oberneukirchen        | Bad Leonfelden       | Wilhering (OCist) | Hl. Jakobus der Ältere  | Pfarrkirche Oberneukirchen                                              | Pfarrkirche Oberneukirchen      |
| St. Johann am Wimberg | St. Peter am Wimberg |                   | Hl. Johannes der Täufer | Pfarrkirche St. Johann am Wimberg                                       | Pfarrkirche Sankt Johann        |
| St. Veit im Mühlkreis | St. Peter am Wimberg |                   | Hl. Vitus               | Pfarrkirche St. Veit im Mühlkreis                                       | Pfarrkirche Sankt Veit          |
| Traberg               | Bad Leonfelden       | Wilhering (OCist) | Hl. Josef der Arbeiter  | Pfarrkirche Traberg                                                     | Pfarrkirche Oberneukirchen      |
| Vorderweißenbach      | Bad Leonfelden       | Wilhering (OCist) | Hll. Petrus und Paulus  | Pfarrkirche Vorderweißenbach                                            | Pfarrkirche Vorderweißenbach    |
| Waxenberg             | Bad Leonfelden       |                   | Hl. Josef               | Pfarrkirche Waxenberg                                                   | Pfarrkirche Waxberg             |
| Zwettl an der Rodl    | Bad Leonfelden       | Wilhering (OCist) | Mariä Himmelfahrt       | Pfarrkirche Zwettl an der Rodl                                          | Pfarrkirche Zwettl an der Rodl  |

## Dechanten
(Liste lückenhaft)
- bis 2015 Reinhard Bell
- seit 2015 Johannes Wohlmacher OPraem[2]